# Protestantiske reformatorer
Protestantiske Reformatorer.

## A
- Johannes Aepinus
- Johann Agricola Eisleben
- Ludwig Agricola
- Mikael Agricola
- Stephan Agricola
- Erasmus Alber
- Matthäus Alber
- Alexander Alesius
- Symphorian Altbießer
- Andreas Althamer
- Johannes Amandi
- Nikolaus von Amsdorf
- Jakob Andreae
- Laurentius Andreae
- Georg Aportanus
- Caspar Aquila
- Benedictus Aretius
- Jan Augusta
- Joannes Aurifaber (Vinariensis)
- Johannes Aurifaber (Vratislaviensis)

## B
- Johannes Bader
- Bartholomäus Bernhardi
- Louis de Berquin
- Jacob Beurlin
- Christian Beyer
- Hartmann Beyer
- Johann Bernhard
- Théodore de Bèze
- Theodor Bibliander
- Theobald Billicanus
- Ambrosius Blarer
- Andreas Bodenstein
- Hermann Bonnus
- Caspar Borner
- Martin Borrhaus
- Guy de Bray
- Johannes Brenz
- Johann Briesmann
- Gregor Brück
- Leonhard Brunner
- Martin Bucer
- Georg Buchholzer
- Johannes Bugenhagen
- Heinrich Bullinger
- Benedikt Burgauer
- Adrian Buxschott

## C
- Michael Caelius
- Jean Calvin
- Wolfgang Capito
- Andreas Cellarius (Theologe)
- Michael Cellarius
- Martin Chemnitz
- David Chyträus
- Adolf Clarenbach
- John Colet
- Johannes Comander
- Konrad Cordatus
- Anton Corvinus
- Thomas Cranmer
- Caspar Cruciger der Jüngere
- Caspar Cruciger der Ältere
- Abraham Culvensis
- Valentin Curtius

## D
- Petrus Dathenus
- Nikolaus Decius
- Veit Dietrich
- Johann Draconites
- Johannes Dreyer
- Johann Dölsch
- Balthasar Düring

## E
- Paul Eber
- Johann Eberlin von Günzburg
- Johann Eck
- Johannes Sylvius Egranus
- Paul von Eitzen
- Francisco de Enzinas
- Matthias Erb

## F
- Theodor Fabricius
- Paul Fagius
- Guillaume Farel
- Matthias Flacius
- Johann Forster
- Martin Frecht
- Sebastian Fröschel
- Johannes Frosch

## G
- Philipp Gallicius
- Nicolaus Gallus
- Thomas Gassner
- Johannes Garcreus
- Gerhard Geldenhauer
- Johannes Gigas
- Johann Glandrop
- Nikolaus Glossenus
- Kaspar Gräter
- Johannes Gramann
- Daniel Greser
- Argula von Grumbach
- Simon Grynaeus
- Augustin Gschmus
- Rudolf Gualther
- Caspar Güttel

## H
- Johann Habermann
- Berchtold Haller
- Patrick Hamilton (Theologe)
- Albert Rizaeus Hardenberg
- Nicolaus Hausmann
- Gerhard Hecker
- Kaspar Hedio
- Jacob Herbrand
- Johannes Hefenträger
- Peter Hegemon
- Christoph Hegendorf
- Jacob Hegge også Jacob Finkenblock
- Kaspar Heidenreich
- Johann Hess også Johann Heß
- Tilemann Heßhusen
- Heinrich Himmel
- Sebastian Hofmeister
- Johannes Honterus
- John Hopper
- Johann Horn
- Kasper Huberius
- Konrad Hubert
- Andreas Hyperius

## I
- Hartmann Ibach
- Christoph Irenäus
- Franz Irenicus
- Johann Isenmann også Johann Isenmenger

## J
- Matthias von Jagow
- Justus Jonas der Ältere
- Leo Jud
- Matthäus Judex
- Franciscus Junius (the elder), også Franz Junius or Francois du Jon

## K
- Abraomas Kulvietis
- Leonhard Kaiser også Leonhard Käser, Leonhard Kaysser
- Kaspar Kantz
- Georg Parsimonius også Karg
- Stefan Kempe
- Johann Kessler også Johann Keßler
- Heinrich von Kettenbach
- Thomas Kirchmeyer
- Timotheus Kirchner
- Jacob Knade
- Johannes Knipstro
- Andreas Knöpken
- John Knox
- Franz Kolb (Theologe)
- Adam Krafft
- Nikolaus Krage
- Gottschalk Kruse
- Johannes Kymaeus

## L
- Johann Lachmann
- Franz Lambert von Avignon
- Johann Lange (Theologe) thüringischer Reformator
- Johannes Langer
- Johannes á Lasco
- Anton Lauterbach
- Johannes Lening
- Johannes Lingarius også Johannes Bender
- Konrad Limmer
- Wenzeslaus Linck
- Kaspar Löner
- Johannes Lonicer
- Johann Lüdecke også Johann Ludecus
- Martin Luther
- Johannes Lycaula

## M
- Martynas Mažvydas
- Georg Major
- Johann Mantel
- Johannes Marbacher
- Johannes Matthesius
- Hermann Marsow
- Nikolaus Medler
- Kapar Megander
- Philipp Melanchthon
- Dionysius Melander
- Justus Menius
- Angelus Merula også Engel von Merlen
- Michael Meurer også Michael Haenlein, Michael a Muris Galliculus
- Sebastian Meyer
- Joachim Mörlin
- Maximilian Mörlin
- Ambrosius Moibanus også Andreas Moyben
- Jacob Montanus
- Claus Mortensen Tøndebinder
- Antonius Musa også Andreas West, Andreas Wilsch
- Simon Musaeus også Simon Meusel
- Andreas Musculus også Andreas Meusel
- Wolfgang Musculus
- Friedrich Myconius
- Oswald Myconius

## N
- Hieronymus Nopp også Hieronymus Noppius
- Brictius thom Norde også Nordanus

## O
- Bernardino Ochino
- Johannes Oekolampad aka Oecolampadius
- Georg Oemler også Aemelius
- Konrad Öttinger
- Kaspar Olevianus
- Gerd Omeken
- Andreas Osiander
- Jacob Other også Jacob Otter

## P
- Peder Palladius
- Johannes Pappus
- Matthew Parker
- Konrad Pelikan
- Laurentius Petri
- Olaus Petri
- Johann Pfeffinger
- Paul Phrygio også Paul Sidensticker, Paul Kostentzer
- Johann Pistoris også Becker, Niddanus
- Tilemann Plettener også Tilemann Platner
- Andreas Poach
- Georg von Polentz
- Johann Pollius også Johann Polhen, Johann Polhenne
- Abdias Prätorius
- Stephan Prätorius
- Jacobus Probst
- Nikolaus Prugener

## Q
- Erhard von Queiß

## R
- Ludwig Rabus
- Balthasar Raid også Balthasar Reith
- Stanislaus Rapagelanus
- Urbanus Rhegius
- Stephan Riccius
- Johann Reibling
- Bartholomaeus Rieseberg
- Erasmus Ritter
- Paul vom Rode
- Patroklus Römeling
- Georg Rörer
- Bartholomäus Rosinus
- Jacob Runge
- Johann Rurer

## S
- Heinrich Salmuth
- Konrad Sam
- Erasmus Sarcerius
- Martin Schalling d. Ä.
- Martin Schalling d. J.
- Christoph Schappeler
- Georg Scharnekau
- Jacob Schenck
- Johann Schlaginhaufen også Johann Schlainhauffen, Johann Turbicida
- Johann Schnabel
- Tilemann Schnabel
- Simon Schneeweiß
- Erhard Schnepf
- Johannes Schradin
- Gervasius Schuler
- Theobald Schwarz også Theobald Nigri, Theobald Niger
- Kaspar Schwenckfeld
- Jan Seklycian
- Nikolaus Selnecker
- Dominicus Sleupner også Dominicus Schleupner
- Joachim Slüter også Jochim Slyter, Jochim Dutzo
- Georg Spalatin
- Cyriakus Spangenberg
- Johann Spangenberg
- Paul Speratus
- Johann Stammel
- Michael Stiefel
- Johann Stössel
- Johannes Spreter
- Johann Stoltz
- Jacob Stratner
- Jacob Strauß
- Victorin Strigel
- Bartholomaeus Suawe
- Simon Sulzer
- Johann Sutel

## T
- Hans Tausen
- Sylvester Tegetmeier
- Johann Timann
- Pierre Toussaint
- Primož Trubar
- Hermann Tulich
- William Tyndale

## U
- Johann Konrad Ulmer også Johann Konrad de Ulma
- Zacharias Ursinus

## V
- Juan de Valdés
- Thomas Venatorius
- Georg von Venediger
- Pier Paolo Vergerio
- Petrus Martyr Vermigli
- Pierre Viret

## W
- Burkhard Waldis
- Joachim von Watt
- Adam Weiß
- Michael Weiße
- Hieronymus Weller
- Johann Westermann (Theologe)
- Joachim Westphal
- Johann Wigand
- Heinrich Winkel også Heinrich Winckel
- Bonifatius Wolfart
- Thomas Wyttenbach

## Z
- Girolamo Zanchi
- Katharina Zell også Katharina Schütz
- Matthäus Zell
- Heinrich von Zütphen
- Johannes Zwick
- Gabriel Zwilling
- Ulrich Zwingli